# 120年代
120年代（ひゃくにじゅうねんだい）は、西暦（ユリウス暦）120年から129年までの10年間を指す十年紀。

## 人物
- ハドリアヌス : ローマ皇帝（在位 : 117年 - 138年）